# Índex glucèmic

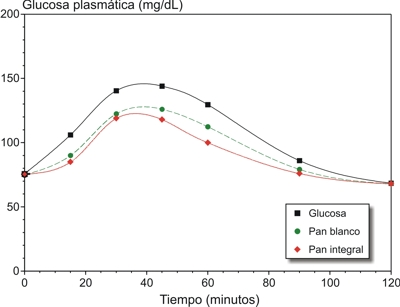
Corba de l'índex glucèmic

L'índex glucèmic o índex glicèmic o índex atropologic, (en anglès:glycemic index o glycaemic index, abreujat GI) és una mesura dels efectes dels hidrats de carboni, altrament dit glúcids, en el nivell de sucres en la sang. Els hidrats de carboni que es descomponen ràpidament durant la digestió i alliberen glucosa ràpidament dins del torrent sanguini tenen un alt índex glucèmic. Aquest concepte va ser desenvolupat pel Doctor David J. Jenkins i col·laboradors. el 1980–1981 a la Universitat de Toronto en la seva recerca per trobar quins aliments eren els millors per les persones afectades de diabetis mellitus.
Un menor índex glucèmic suggereix taxes més baixes de digestió i absorció dels aliments amb hidrats de carboni i també pot indicar una major extracció des del fetge i la perifèria dels productes de la digestió d'hidrats de carboni. Un resposta glucèmica més baixa normalment equival a una demanda d'insulina més baixa, però no sempre, i podria millorar a llarg termini el control de la glucosa a la sang. i dels lípids de la sang. L'índex d'insulina també és útil i proporciona una mesura directa de la resposta de la insulina dels aliments.
L'índex glucèmic d'un aliment es defineix com l'àrea sota les dues hores de la corba de la resposta de la glucosa de la sang que segueix a la ingestió d'una porció fixa de carbohidrats (normalment 50 g). L'àrea de la corba de la mostra d'aliment es divideix per l'àrea estàndard (ja sigui glucosa o pa blanc) i multiplicada per 100. La mitjana de l'índex glucèmic es calcula per les dades recollides de 10 subjectes humans. Tant l'estàndard com la prova d'aliment han de tenir una quantitat igual de carbohidrat disponible. El resultat dona un rànquing relatiu per a cada aliment testat.
El mètode usa la glucosa com a aliment de referència assignant-li un índex de 100 per definició, si es fa servir el pa blanc com a referència aproximadament s'assigna un índex 100 al pa i 140 a la glucosa.

## Índex glucèmic en els aliments
Els valors d'índex glucèmic poden ser interpretats intuïtivament com a percentatges sobre una escala absoluta:
| Classificació | Rang d'índex glucèmic | Exemples |
| ------------- | --------------------- | --- |
| Baix GI       | 55 o menys            | La majoria de fruites i verdures, llegums, gra integral, carn, ous, llet, fruits secs (no dolços), fructosa i productes baixos en carbohidrats.      |
| Mitjà GI      | 56–69                 | Productes amb blat integral (pa integral), arròs Basmati, moniatos, patata bullida sense pelar, suc de raïm, panses, prunes seques, sacarosa, plàtan |
| Alt GI        | 70 i per sobre        | Patates cuites, síndria, pa blanc, la majoria dels tipus d'arròs blanc, crispetes, cereals per esmorzar extrusionats, glucosa.                       |

Un índex glucèmic baix allibera la glucosa de forma més lenta i sostinguda.
Un alt índex glucèmic causa una pujada dels nivells de la glucosa en la sang i és adequat per a la recuperació després de l'exercici o en el cas d'una persona que tingui hipoglucèmia.
L'índex glucèmic dels aliments depèn de molts factors com són el tipus de midó (l'amilosa en contra de l'amilopectina), com es troben físicament les molècules de midó en els aliments, el contingut de greix i proteïnes i els àcids orgànics i les sals (afegir vinagre per exemple pot disminuir l'índex glucèmic). La presència de greix o fibra dietètica soluble pot fer menor la taxa de buidat gàstrica i fer abaixar l'índex. En general, els pans sense refinar amb molta fibra tenen un índex glucèmic més baix que el pa blanc. No canvia l'índex glucèmic per afegir oli o mantega als aliments.